# غاري سميث (رجل أعمال)
غاري سميث (بالإنجليزية: Gary Smith)‏ هو شخصية أعمال أمريكي، ولد في 9 مارس 1941 في ستوكتون في الولايات المتحدة، وتوفي في 3 يوليو 2015.